# NAKED DANCE
〈NAKED DANCE〉(네이키드 댄스)는 TWO-MIX의 17번째 싱글이다.

## 개요
일본 TBS계 프로그램 《랭크 왕국》의 오프닝 테마송이다. 전작인 〈LOVE FORMULA〉에 이어 결합되었다.
전체적으로는 유로비트 곡이다. 또한, 커플링곡은 나가노 시이나가 댄스 클럽에 직접 갔다온 후에 가사를 생각했다는 이야기가 있다. 오리콘 차트 최고순위 28위를 기록하였다.

## 수록곡
작사：나가노 시이나，작곡：타카야마 미나미，편곡：TWO-MIX
1. NAKED DANCE
2. DE.SHOW!!!
3. NAKED DANCE (Instrumental)
4. DE.SHOW!!! (Instrumental)

## 수록 작품
- NAKED DANCE (싱글 버전)
  - BPM CUBE (Domestic(Japanese ver.)) (※앨범에서는 〈DE.SHOW!!〉와 이음이 되도록 수록하였다.)
  - 7th anniversary BEST
  - Categorhythm

- Naked Dance(International(English ver.)) (영어 버전)
  - BPM CUBE

- NAKED DANCE (Batter 9 Mix) (리믹스 버전)
  - BPM "DAMCE∞Ⅱ"

- DE.SHOW!!!
  - BPM CUBE

## 같이 보기
- TWO-MIX
- 타카야마 미나미
- 나가노 시이나